# Nathaniel Hackett
Pour les articles homonymes, voir Hackett.
Nathaniel Hackett, né le 19 décembre 1979 à Fullerton en Californie est un entraîneur de football américain. Il est le coordinateur offensif des Jets de New York de la National Football League (NFL) depuis 2023.
Il fut également entraineur à différents postes chez les Buccaneers de Tampa Bay, les Bills de Buffalo, les Jaguars de Jacksonville et les Packers de Green Bay. Enfin, il a connu une très courte expérience d'entraîneur principal chez les Broncos de Denver en 2022.

## Biographie

### Carrière d'entraîneur
Il est le fils de l'entraineur de football américain Paul Hackett.